# Myophonus borneensis
Myophonus borneensis е вид птица от семейство Muscicapidae.

## Разпространение
Видът е разпространен в Индонезия и Малайзия.